# エルモズワールド
エルモズワールド（Elmo's World）は、アメリカの教育番組のセサミストリートのコーナーの1つである。

## 概要
このコーナーの司会はエルモが担当で、テーマはそれぞれ違うもので、エルモがピアノで『ジングルベル』を弾きながら替え歌をテーマごとに歌っている。

### 1998年版
アメリカでは1998年11月16日からセサミストリートのコーナーとして放送されたが、2009年には放送されなくなり、代わりに「Elmo the Musical」というコーナーを2012年9月24日から2016年8月13日まで放送。2017年1月7日からはHBOでリブート版が放送されている。
日本ではNHK教育で2000年4月8日から6月29日まで放送され、2001年10月8日に新作3本をまとめて独立番組として放送した後、2003年4月12日から4月26日まで放送された。リピート放送もされたことがあるため、あまり放送されなかった。
2006年から2007年9月まではテレビ東京でも放送されたが、実写パートは日本人に差し替えられたことがある。おてがみ（Mail）あたりは放送されていたと思われる。
その後はレギュラー初の独立番組となり、2004年11月1日からアニマックスのアニメっこMAXという1時間番組の枠で放送された。こちらは詳細不明。前半枠はこの番組と、後半枠はMBSで放送されていたのってけエクスプレッツとNHKで放送されていたスプーンおばさんのセットだった。2005年にはこの日本語吹き替え版がDVD化された。
2009年から2011年まではディズニーチャンネルで放送。こちらは第50話分までアニマックス版を流用しているほか、残りはNHK版の声優で再録されている。一部の回（日本版第5話・第6話・第9話・第10話の4本）において、多田野曜平も出演したことがある。2014年6月26日からは、HuluやNetflixでシーズン39までその分の日本語吹き替え版が配信された。
吹き替え版において、落合のバージョンが先に17本まで作られ、松本のバージョンが50本も作られた。その後も落合のバージョンが13本まで作られている（特に くみたてる、ペンギン、馬、バイオリン）。
ゲストキャラクターについてどのバージョンもセサミストリートのキャラクターによる兼役が含まれる。子供の声についてもNHK版、ディズニーチャンネル版、U-NEXT版、DVD版では大人の声優が担当しているが、テレビ東京版およびエルモズワールドだけを収録しているアニマックス版では当時の子役（宮本侑芽など）が起用されている。

### 2016-2017年版
アメリカでは2017年からセサミストリートのコーナーで放送されており、日本では2021年11月12日からU-NEXTで配信されている。エルモ声優はテレビ東京版と同じ松本健太が担当している。

## 登場人物
- エルモ

演 - ケビン・クラッシュ、ライアン・ディロン 声 - 落合弘治（NHK版、ディズニーチャンネル追録版）、松本健太（テレビ東京版、アニマックス版、DVD版、U-NEXT版）
前述通り、このコーナーの司会。
- ヌードルさん

演 - ビル・アーウィン
窓の日よけから出てくる全く喋らないおじさんで、子供たちを楽しませてくれる。
- ヌードルさんの弟

演 - マイケル・ジェッター
兄のヌードルさんと同様、全く喋らない。
- ヌードルちゃん

演 - クリスティン・チェノウェス
兄と弟と同様、全く喋らない。少なくともNHK版では登場していない。
- ドロシー

金魚鉢に住む金魚。2017年版では絵として登場。
- レクチャー・レディ

声 - アンドレア・マーティン（英）、滝沢ロコ（NHK版、ディズニーチャンネル追録版）、水落幸子（アニマックス版、DVD版）
テレビの中でしか登場しない女性、肩書きには「鳥」や「バイク」がある。最初は「ダンス」というエピソードから登場していた。
- スマーティー

声 - デボラ・グラウスマン（英）、小桧山美樹（U-NEXT版）
スマートフォンのキャラクター、2017年版から登場。

## エルモの部屋

### 1998年版
エルモの部屋はクレヨンで描かれており、シーズン35のウィー・ライブ・オンの放送まではマペットと仲間たちがゲストに来ることはなかった。
引出しの上にエルモのママとパパが描かれた画像が貼られ、クローゼットの扉の隣には「金魚の絵」が貼られており、安楽椅子の上には金魚鉢に住む金魚のドロシーがいる。
また、エルモズワールドでは様々なコーナーがあった。
- 何を考えてる？

「エルモが何を考えてるか考えてみて！」という視聴者に考えさせ、エルモが自分で答える。
- ドロシーの質問

ドロシーがテーマ（例えば「ボール」）について質問したいというコーナー。
- ヌードルさんの家族

兄のヌードルさん、弟のヌードルさん、姉のヌードルちゃんがいる。この3人のうちの誰かが登場し、演技で子供たちを笑わせている。
- 子供もしくは赤ちゃん

ドロシーが質問したいときに登場するコーナー。子供が道具で遊ぶシーンも数々見られる。
- エルモからキミに質問

視聴者に助けを求めることがある。
- 「ビデオ」もしくは「メール」

エルモが撮ったビデオの映像のこと。後にメールへ置き換えられた。
- 子供たちのお遊び（フィルム・インサート）

テーマとして子供たちの経験が映像に含まれる。
- テレビ

エルモに近づいて登場する動物的なテレビで、テレビの電源が入るとレディという女性が登場する。
- 専門家に質問

このコーナーは、例えばテーマに関する事をエルモが専門家に質問するというもの。
- エルモは何になりたい？（Tickle Me Land もしくは Elmo Variants）

エルモが「自分は何になりたいか」を想像するコーナー、たとえばエルモが「鳥になりたい」や「自転車に乗ってみたい」など想像していた。
- おわりの歌

番組の終わりでは、魔法のピアノでジングルベルを弾きながらテーマごとに替え歌を歌っていた。

### 2016/2017年版
エルモの部屋は壁などがピンクから青に塗り替えられ、置かれている物も変わり、新たにスマートフォンのスマーティが登場した。

## エピソードリスト

### エルモズワールド（1998年版）
テレビ東京版邦題の空白部分は不明。
| No. | 邦題 (NHK版) | 邦題 (アニマックス版) | 邦題 (テレビ東京版) | 邦題 (ディズニーチャンネル版) | 原題                    | 放送日                                         | 放送日 (NHK)  | 放送日 (TX)               |
| --- | ------------ | --------------------- | ------------------- | ----------------------------- | ----------------------- | ---------------------------------------------- | ------------- | ------------------------- |
| 1   | ボール       | ボール                |                     | なし                          | ball                    | 1998年11月16日（第3786話）                     | 2000年4月8日  |                           |
| 2   | くつ         | くつ                  |                     | なし                          | shoes                   | 1998年11月23日（第3791話）                     | 2000年4月15日 |                           |
| 3   | ぼうし       | ぼうし                |                     | なし                          | hats                    | 1998年11月30日（第3796話）                     | 2000年4月22日 |                           |
| 4   | ダンス       | ダンス                |                     | なし                          | dances                  | 1998年12月28日（第3801話）                     | 2000年4月29日 |                           |
| 5   | ジャケット   | うわぎ                |                     | なし                          | Jackets                 | 1999年1月4日（第3806話）                       | 2000年5月6日  |                           |
| 6   | 食べ物       | たべもの              |                     | なし                          | food                    | 1999年2月8日（第3816話）                       | 2000年5月20日 |                           |
| 7   | 本           | ほん                  |                     | なし                          | books                   | 1999年2月9日（第3817話）                       | 2000年5月13日 |                           |
| 8   | 音楽         | おんがく              |                     | なし                          | Music                   | 1999年2月18日（第3824話）                      | 2000年5月27日 |                           |
| 9   | 水           | みず                  |                     | なし                          | Water                   | 1999年3月22日（第3831話）                      | 2000年6月3日  |                           |
| 10  | 乗り物       | のりもの              |                     | なし                          | transportation          | 1999年4月2日（第3840話）                       | 2000年7月29日 |                           |
| 11  | なし         | うた                  |                     | なし                          | Singing                 | 2000年1月3日（第3851話）                       | N/A           |                           |
| 12  | なし         | いぬ                  | いぬ                | なし                          | dogs                    | 2000年1月4日（第3852話）                       | N/A           | 2007年5月27日             |
| 13  | なし         | エクササイズ          |                     | なし                          | exercise                | 2000年1月5日（第3853話）                       | N/A           |                           |
| 14  | なし         | あかちゃん            | あかちゃん          | なし                          | babies                  | 2000年1月6日（第3854話）                       | N/A           | 2007年2月11日             |
| 15  | バナナ       | バナナ                | バナナ              | なし                          | bananas                 | 2000年1月12日（第3858話）                      | 2001年10月8日 | 2007年6月3日              |
| 16  | おえかき     | おえかき              | おえかき            | なし                          | Drawing                 | 2000年1月13日（第3859話）                      | 2001年10月8日 |                           |
| 17  | なし         | でんわ                |                     | なし                          | telephone               | 2000年1月28日（第3870話）                      | N/A           |                           |
| 18  | のうじょう   | のうじょう            |                     | なし                          | Farms                   | 2000年2月10日（第3879話）                      | 2001年10月8日 |                           |
| 19  | なし         | かみのけ              | かみのけ            | なし                          | Hair                    | 2000年4月7日（第3890話）                       | N/A           | 2007年5月27日             |
| 20  | なし         | はな くさ き          |                     | なし                          | Flowers, Plants & Trees | 2000年4月14日（第3895話）                      | N/A           |                           |
| 21  | なし         | コンピューター        |                     | なし                          | Computer                | 2001年1月1日（第3916話）                       | N/A           |                           |
| 22  | なし         | むし                  | むし                | なし                          | bugs                    | 2001年1月2日（第3917話）                       | N/A           | 2007年9月23日             |
| 23  | なし         | ペット                | ペット              | なし                          | pets                    | 2001年1月3日（第3918話）                       | N/A           | 2007年6月17日             |
| 24  | なし         | は                    | はみがき            | なし                          | teeth                   | 2001年1月4日（第3919話）                       | N/A           | 2007年6月10日             |
| 25  | なし         | て                    | て                  | なし                          | hands                   | 2001年1月12日（第3925話）                      | N/A           | 2007年2月18日             |
| 26  | なし         | たんじょうび          |                     | なし                          | birthday                | 2001年2月2日（第3940話）                       | N/A           |                           |
| 27  | なし         | とり                  |                     | なし                          | birds                   | 2001年2月9日（第3945話）                       | N/A           |                           |
| 28  | なし         | ゲーム                |                     | なし                          | Games                   | 2001年3月13日（第3967話）                      | N/A           |                           |
| 29  | なし         | じてんしゃ            |                     | なし                          | Bicycles                | 2001年3月15日（第3969話）                      | N/A           |                           |
| 30  | なし         | かぞく                | かぞく              | なし                          | Families                | 2001年3月23日（第3975話）                      | N/A           | 2007年9月16日             |
| 31  | 魚           | さかな                |                     | なし                          | Fish                    | 2002年2月4日（第3981話）                       | 2003年4月26日 |                           |
| 32  | 空           | そら                  |                     | なし                          | Sky                     | 2002年2月5日（第3982話）                       | 2003年4月19日 |                           |
| 33  | 眠り         | ねむり                |                     | なし                          | Sleep                   | 2002年2月6日（第3983話）                       | 2003年5月24日 |                           |
| 34  | 天気         | てんき                |                     | なし                          | Weather                 | 2002年2月7日（第3984話）                       | 2003年4月12日 |                           |
| 35  | なし         | ふくをきる            | ふくをきる          | なし                          | Getting Dressed         | 2002年3月15日（第4010話）                      | N/A           | 2007年4月15日             |
| 36  | なし         | ゆうびん              | ゆうびん            | なし                          | Mail                    | 2003年4月7日（第4031話）                       | N/A           | 2006年                    |
| 37  | なし         | みみ                  |                     | なし                          | Ears                    | 2003年4月8日（第4032話）                       | N/A           |                           |
| 38  | なし         | しょうぼうし          | しょうぼうし        | なし                          | Firefighter             | 2003年4月15日（第4037話）                      | N/A           | 2007年5月6日 2007年9月2日 |
| 39  | なし         | やせいどうぶつ        |                     | なし                          | Wild Animals            | 2003年4月16日（第4038話）                      | N/A           |                           |
| 40  | なし         | あいてとじて          | あいてとじて        | なし                          | Open and Close          | 2003年4月21日（第4041話）                      | N/A           | 2007年5月13日             |
| 41  | なし         | あし                  | あし                | なし                          | Feet                    | 2003年4月30日（第4048話）                      | N/A           | 2007年2月25日             |
| 42  | なし         | おふろ                | おふろ              | なし                          | Bath Time               | 2004年4月6日（第4058話）                       | N/A           | 2007年2月4日              |
| 43  | なし         | ベル                  |                     | なし                          | Bells                   | 2004年5月3日（第4077話）                       | N/A           |                           |
| 44  | なし         | うえした              |                     | なし                          | Up and Down             | 2004年5月6日（第4080話）                       | N/A           |                           |
| 45  | なし         | きょうりゅう          | きょうりゅう        | なし                          | Dinosaurs               | 2004年5月10日（第4082話）                      | N/A           | 2007年6月24日             |
| 46  | なし         | がっこう              |                     | なし                          | School                  | 2005年9月5日（第4093話）                       | N/A           |                           |
| 47  | なし         | ネコ                  |                     | なし                          | Cats                    | 2005年9月5日（第4095話）                       | N/A           |                           |
| 48  | なし         | はだ                  |                     | なし                          | Skin                    | 2005年9月8日（第4096話）                       | N/A           |                           |
| 49  | なし         | ジャンプ              |                     | なし                          | Jumping                 | 2005年6月20日（第4100話）                      | N/A           |                           |
| 50  | なし         | カメラ                |                     | なし                          | Cameras                 | 2005年12月30日（第4108話）                     | N/A           |                           |
| 51  | なし         | なし                  |                     | ともだち                      | Friends                 | 2006年8月14日（第4109話）                      | N/A           |                           |
| 52  | なし         | なし                  | ペンギン            | ペンギン                      | Penguins                | 2006年8月22日（第4114話）                      | N/A           | 2007年9月9日              |
| 53  | なし         | なし                  |                     | おいしゃさん                  | Doctors                 | 2006年8月28日（第4116話）                      | N/A           |                           |
| 54  | なし         | なし                  |                     | くみたてる                    | Building Things         | 2006年9月6日（第4120話）                       | N/A           |                           |
| 55  | なし         | なし                  |                     | 馬                            | Horses                  | 2006年8月22日（第4124話）                      | N/A           |                           |
| 56  | なし         | なし                  | はやいおそい        | はやいおそい                  | Fast and Slow           | 2006年9月14日（第4130話）                      | N/A           | 2007年9月30日             |
| 57  | なし         | なし                  |                     | ビーチ                        | The Beach               | 2007年8月13日（第4135話）                      | N/A           |                           |
| 58  | なし         | なし                  |                     | くち                          | Mouths                  | 2007年8月14日（第4136話）                      | N/A           |                           |
| 59  | なし         | なし                  |                     | バイオリン                    | Violins                 | 2007年8月21日（第4140話）                      | N/A           |                           |
| 60  | なし         | なし                  |                     | はな                          | Noses                   | 2007年8月29日（第4143話）                      | N/A           |                           |
| 61  | なし         | なし                  | なし                | （不明）                      | Helping                 | 2007年10月16日（第4160話）                     | N/A           | N/A                       |
| 62  | なし         | なし                  | なし                | ドラム                        | Drums                   | 2008年8月11日（第4161話）                      | N/A           | N/A                       |
| 63  | なし         | なし                  | なし                | め                            | Eyes                    | 2008年10月22日（第4180話）                     | N/A           | N/A                       |
| 64  | なし         | なし                  | なし                | なし                          | Frogs                   | 2009年11月10日（第4187話）                     | N/A           | N/A                       |
| SP1 | なし         | ウェスタン            | なし                | なし                          | Wild Wild West          | 未放送（DVD：2001年9月11日）                   | N/A           | N/A                       |
| SP2 | なし         | なし                  | なし                | なし                          | Happy Holidays          | 未放送（DVD：2002年9月24日）                   | N/A           | N/A                       |
| SP3 | なし         | なし                  | なし                | なし                          | The Street We Live On   | 2004年4月4日（テレビ放送） 2004年8月3日（DVD） | N/A           | N/A                       |

### エルモズワールド（2017年版）
| 話数 | 邦題                       | 原題             |
| ---- | -------------------------- | ---------------- |
| 1    |                            | Friends          |
| 2    |                            | Kindness         |
| 3    |                            | Babies           |
| 4    |                            | Sharing          |
| 5    |                            | Dress Up         |
| 6    |                            | Dancing          |
| 7    |                            | Birthdays        |
| 8    |                            | Bees             |
| 9    |                            | Songs            |
| 10   |                            | Morning Routines |
| 11   |                            | Painting         |
| 12   |                            | Gardens          |
| 13   |                            | Instruments      |
| 14   |                            | Counting         |
| 15   |                            | Homes            |
| 16   |                            | Restaurants      |
| 17   |                            | color            |
| 18   |                            | Father's Day     |
| 19   |                            | Recycling        |
| 20   |                            | Camouflage       |
| 21   |                            | Books            |
| 22   |                            | Habitats         |
| 23   |                            | Cooking          |
| 24   |                            | Siblings         |
| 25   |                            | Seasons          |
| 26   |                            | Skin             |
| 27   | かんしゃさい               | Thanksgiving     |
| 28   | どうよう                   | Nursery Rhymes   |
| 29   | おとぎばなし               | Fairy Tales      |
| 30   | ひと                       | People           |
| 31   | ようふく                   | Clothing         |
| 32   | アルファベット             | Alphabet         |
| 33   | かみのけ                   | Hair             |
| 34   | おいわい                   | Celebrations     |
| 35   | こうさく                   | Crafts           |
| 36   | やさい                     | Vegetables       |
| 37   | ちょうちょ                 | Butterflies      |
| 38   | かたち                     | Shapes           |
| 39   | くも                       | Clouds           |
| 40   | しゃりん                   | Wheels           |
| 41   | おばあちゃんとおじいちゃん | Grandparents     |
| 42   | しゃぼんだま               | Bubbles          |
| 43   | からて                     | Karate           |
| 44   | ヨガ                       | Yoga             |
| 45   | いぬのおせわ               | Dog Walkers      |
| 46   | カメラマン                 | Photographers    |
| 47   | しんぶん                   | Newspapers       |
| 48   | こうじょう                 | Factories        |
| 49   | えんげき                   | Theater          |
| 50   | バスのうんてんしゅ         | Bus Drivers      |
| 51   | スーパーマーケット         | Supermarkets     |
| 52   | キャンプ                   | Camp             |
| 53   |                            | Building Things  |
| 54   |                            | Getting Dressed  |
| 55   |                            | Games            |
| 56   |                            | Scientists       |
| 57   |                            | Patterns         |
| 58   |                            | Fruit            |
| 59   |                            | Balls            |
| 60   |                            | Drawing          |
| 61   |                            | Elephants        |
| 62   |                            | Toys             |
| 63   |                            | Emotions         |
| 64   |                            | Chickens         |
| 65   |                            | Maps             |
| 66   |                            | Ramps            |
| 67   |                            | Nighttime        |
| 68   |                            | Measuring        |
| 69   |                            | Doctors          |
| 70   |                            | Winter Holidays  |
| 71   |                            | Blocks           |
| 72   |                            | Spiders          |
| 73   |                            | Transportation   |
| 74   |                            | Sports           |
| 75   |                            | Turtles          |
| 76   |                            | Machines         |

## 主題歌
オープニング『エルモズワールド』
オリジナル版歌手 - ケビン・クラッシュ、ライアン・ディロン（2017年版）
日本語版歌手 - 落合弘治（NHK版・ディズニーチャンネル版）、松本健太（テレビ東京版・アニマックス版・DVD版・U-NEXT版）
『エルモの歌』の替え歌。12017年版では「ララーララー」の後は別の曲になっている。
セサミストリート日本公式では松本健太によるDVD版主題歌が配信されているが、落合弘治による主題歌は2021年現在も配信されていない（歌詞は同じ）。
どのバージョンも英語風に歌っているが、2016年版のみ日本語のままで歌っている。
エンディングクレジットもあるが、日本版DVDとアメリカ版DVDで仕様が異なる。ディズニーチャンネル版は未確認。

## スタッフ
- エグゼクティブ・プロデューサー - マイケル・ローマン
- 共同エグゼクティブ・プロデューサー - アレーネ・シャーマン
- 監督 - テッド・メイ、エミリー・スクワイア、リッジ・ライフ、ビクター・ディナポリ
- 筆頭ライター - ルー・バーガー、ジュディー・フロイドバーグ
- 脚本 - モリー・ボイラン、アンネ・エヴァン、ジュディー・フロイドバーグ、トニー・ガイス、エミリー・P・キングスリー、ジェフ・モス、ナンシー・サンズ、カティ・トゥロー
- 共同プロデューサー - キャロリン・パレンテ、メリッサ・ディーノ
- アソシエイト・プロデューサー - ティム・カーター
- プロダクション・デザイナー - ビクター・ディナポリ
- アソシエイト・ディレクター - ケン・ディエゴ、ディーン・ゴードン、テッド・メイ、ティム・カーター
- ステージ・マネージャー - クリス・ケリー、アンネ・ウォーラス
- プロダクション・アソシエイト - トレーシー・ブラック、ヘザー・L・ディック、キム・J・ケネディ
- 音楽監督 - ロビン・マーキン
- 追加音楽 - グレン・ダウム
- 編集 - ジョン・ティアニー、トニー・ダラウロ
- SFX - ディック・メイトランド
- オーディオ・ミキサー - ボブ・ショット
- グラフィック - マイク・パントゥーソ、ピート・オーティズ
- 製作 - セサミワークショップ

### 日本語版スタッフ

#### 1998年版
NHK教育版
- 録音制作 - 東北新社

テレビ東京版?
- 翻訳 - 片桐美枝（フォアクロス）[9]
- 演出 - ?
- 制作 - 不明

アニマックス版
- プロデューサー - 岩渕昇(アニマックス)、土井正樹(ADK)、可知秀幸(ヴィーヴ)
- 翻訳 - 辺見真紀子
- 演出 - 簑浦良平
- 録音／調整 - ビーライン
- 制作協力 - ACクリエイト
- 制作 - アニマックス・ブロードキャスト・ジャパン、ADK、ヴィーヴ

ディズニーチャンネル版
翻訳 - いずみつかさ
演出 - 向山宏志
録音制作 - スタジオ・エコー
日本語版制作 - ディズニー・キャラクター・ボイス・インターナショナル

#### 2016/2017年版
- 翻訳 - いずみつかさ
- 演出 - 平野智子
- 録音製作 - スタジオ・エコー
- プロデューサー - 長岡学

## DVD
全て松本健太による吹き替え版、全18巻。
- エルモズワールド 1巻 "くつ・のりもの" 2005年10月21日発売
- エルモズワールド 2巻 "おんがく・たべもの" 2005年10月21日発売
- エルモズワールド 3巻 "ボール・ぼうし" 2005年11月25日発売
- エルモズワールド 4巻 "ダンス・うわぎ" 2005年11月25日発売
- エルモズワールド 5巻 "みず・はな くさき・エクササイズ" 2005年12月22日発売
- エルモズワールド 6巻 "いぬ・あかちゃん・うた" 2005年12月22日発売
- エルモズワールド 7巻 "のうじょう・かみのけ・おえかき" 2006年1月25日発売
- エルモズワールド 8巻 "でんわ・バナナ・じてんしゃ" 2006年1月25日発売
- エルモズワールド 9巻 "は・かぞく・て" 2006年2月24日発売
- エルモズワールド 10巻 "とり・むし・ゲーム" 2006年2月24日発売
- エルモズワールド 11巻 "ペット・たんじょうび・コンピューター" 2006年3月24日発売
- エルモズワールド 12巻 "そら・ウェスタン・天気" 2006年3月24日発売
- エルモズワールド 13巻 "ねむり・さかな・ふくをきる" 2006年4月21日発売
- エルモズワールド 14巻 "しょうぼうし・あいてとじて・やせいどうぶつ" 2006年4月21日発売
- エルモズワールド 15巻 "みみ・ゆうびん・きょうりゅう" 2006年5月25日発売
- エルモズワールド 16巻 "おふろ・ベル・うえした" 2006年5月25日発売
- エルモズワールド 17巻 "あし・ジャンプ・ネコ" 2006年6月23日発売
- エルモズワールド 18巻 "はだ・カメラ・がっこう" 2006年6月23日発売